# ایستگاه لرد
ایستگاه لرد (انگلیسی: Laird station) یک ایستگاه قطار سبک شهری در حال ساخت در خط ۵ اگلینتون، بخشی از سیستم متروی تورنتو است.